# Пол-Анри Дитрих Холбах
Пол-Анри Тири, барон Холбах (на френски: Paul-Henri Thiry, Baron d'Holbach, на немски: Paul Heinrich Dietrich von Holbach) е френски писател, учен и философ-материалист от немски произход. Известен е като последователен материалист и изявен атеист.

## Биография и творчество
Роден е през 1723 г. в Хайдесхайм, Германия.
Превежда от немски език научни трудове по химия и сътрудничи в създаването на „Енциклопедия“ (Дидро) с химични статии. Поддържа живи контакти с писатели и философи като д'Аламбер, Бюфон, Грим, Дидро, Хелвеций, Галиани. Популяризира във Франция английски философи като Хобс и Колинс. Книгите му са забранени от католическата църква поради крайно атеистичните и материалистическите им нагласи. Холбах се противопоставя с позицията си на християнството, но вярва, че религията е необходима на хората.
Най-известното му произведение е „Система на природата“ (Système de la nature ou des loix du monde physique & du monde moral), което първоначално излиза под псевдоним в 1770 г.

## Издания на български език
- Пол Холбах, Система на природата или законите на физическия и духовен свят (с бел. и поправки от Дьони Дидро), София: Наука и изкуство, 1984
- Пол Холбах, Джобно богословие (Théologie portative, ou Dictionnaire abrégé de la religion chrétienne 1768), София: Партиздат, 1984